# Nabil Kassel
Nabil Kassel (en arabe : نبيل كاسل) est un boxeur algérien né le 10 mars 1984. Mieux connu pour avoir remporté la médaille d'or des poids moyens aux Jeux africains de 2007, il a représenté l'équipe d'Algérie entre autres aux Jeux olympiques d'été de 2004 et 2008.

## Carrière
Évoluant en poids moyens, il s'est qualifié pour les Jeux olympiques d'Athènes en 2004 à l'âge de 19 ans en remportant la médaille d'or au 2e tournoi de qualification africain AIBA à Gaborone au Botswana. En finale, il a battu le Tunisien Mohamed Sahraoui. À Athènes, il perd contre le gaucher américain Andre Dirrell au second round.
Kassel remporte les championnats d'Afrique 2005 et est membre de l'équipe qui a concouru pour l'Afrique à la coupe du monde de boxe amateur 2005 à Moscou en Russie. Aux championnats arabes 2007, il perd contre Mohamed Hikal mais Jeux africains, il prend sa revanche 17 à 15 au premier tour puis gagne le tournoi.
Il s'est ensuite qualifié pour les Jeux olympiques de Pékin en 2008 mais a perdu contre Darren Sutherland.

### Palmarès
- Médaillé d'or aux championnats d'Afrique de boxe amateur 2005 à Casablanca.
- Médaillé d'or aux Jeux africains de 2007 à Alger.
- Médaillé d'or aux Jeux panarabes de 2004 à Alger.

- Médaillé de bronze aux Jeux africains de 2003 à Abuja.
- Médaillé de bronze aux Jeux afro-asiatiques de 2003 à Hyderabad.
- Médaillé de bronze aux championnats d'Afrique de boxe amateur 2007 à Antananarivo